# 独立游戏
独立游戏（英語：independent game 或 indie game）一般指游戏開發者未接受商业投资，獨立負擔開發成本的游戏。也可指具有独立精神，在玩法、风格等方面不追随主流市场，富有创意的游戏。独立精神指勇于表达自我，展现不一样的想法与创意，其出发点更多是在表达而不是盈利。
他们沒有遊戲公司或遊戲發行商提供的薪資，相對而論，開發者可以決定遊戲的走向，做自己想做的遊戲，往往可以推出嶄新觀點的作品，而不用受制於遊戲公司或市場。遊戲行業如同電影行業，大型遊戲的開發需要資金雄厚的發行商贊助，因此发行商對游戏有很大的决定权。大部分发行商不愿尝试创新，希望制作风险低、受大众欢迎的游戏；只要開發出一款成功的作品，接下来就会延續這品牌繼續推出资料片、扩展包等。
独立游戏有些类似于同人游戏，不过两者的区别类似于文化差异：同人游戏不断寻找和已经存在事物特别是流行文化的共同点加以少量修改创作，独立游戏往往是以崭新观点和图像推出的创新作品。

## 工作型態
独立游戏开发者，团队成员一般在10人以下，最常见的是只有一两人的小型团队，工作场所非常随意。和商业游戏不同，开发独立游戏并不一定会给开发者带来收入。只有少数独立游戏能利用實體通路販賣，大多数依靠較低成本的數位下載模式。
多數的開發者是通才，能一個人開發出美術、遊戲性兼優的作品。如果不是志同道合的夥伴一起無薪工作，就必須付出成本來找人完成自己不擅長的部分。《时空幻境》的作者在3年的开发过程中，自费支出了约200,000美元，多數用来支付雇用美術的薪资，以及生活开销。以遊戲發行商的角度來看也許不多，但轉嫁為開發者自行承擔後就不是一筆小數目了。
独立游戏也需面对日益严重的盗版问题。例如《粘粘世界》（World of Goo）的Windows版本盗版率相当高。制作者声称，直到WiiWare版本发布，才给他们带来了真正意义上的利润。

## 持续发展
众多独立游戏开发者创立了新的商业模式Onlive，理念是Game On Demand，“游戏需要”，以玩家为中心。

## 和MOD（游戏模组）的关系
越来越多的MOD制作者把制作的MOD作为独立的游戏发售，如UT2004的MOD杀戮空间；而Digipen学生参加独立游戏节创作的独立作品最终成为橙盒的一部分，可以算作一种形式的收购，类似的有《反恐精英》；《雷神之锤》系列引擎经常成为独立游戏的平台，比如《Tremulous》、《Warsow》。

## 开发技术
独立游戏开发更为直接，CG和配音相对很少，开发者更专注于创造游戏中的乐趣。
大多业余独立游戏开发者因人力與時間成本考量，采用一些简单的开发工具，如Game Maker，RPG Maker的问世节省开发者的时间，对编程要求可以非常低，后者不需要编写大量代码也能制作游戏。Flash也是流行的游戏开发平台。
技术稍微成熟的欧洲开发者经常选用授权费用低廉的开发包或开源软件，美国的开发者较多支持Mac OS X，若是稍有規模的團隊，可能使用遊戲引擎如Unity進行遊戲開發。

## 独立游戏峰会
独立游戏竞赛非常频繁，很多竞赛并无名气，因为没有显著商业或者公开特性。

### 商业性
独立游戏节：1999年开始在旧金山举行的独立游戏节是独立游戏领域的商业盛会，所以是影响最大的。来自世界各地的开发者在这里展示他们的作品，交流意见。

### 技术性
- 综合类

Google Summer of Code
Google举办的开源软件学习开发峰会，学生自由报名参加，Google从著名开源项目中选择并给出名额，帮助其开发，每年都在不同地方举行，费用Google承担并支付一笔工资。其中有多个游戏开发相关项目，游戏架构，如Thousand Parsec，WorldForge，3D库和引擎工具，如Ogre库，Crystal Space 3D，Irrlicht引擎，K-3D3D建模工具，Blender3D建模与游戏引擎。游戏项目Tux4kids、BZFlag、韦诺之战。
Ludum Dare
每届都有不同主题规定的48小时游戏开发竞赛，從Game Jam的早期到2016年，一場名為“Mini Ludum Dare”或“MiniLD”的小型比賽在沒有主要 Ludum Dare 比賽的幾個月內舉行。這些是由社區成員在網站的各種管理員和版主的幫助下組織和運行的。主持人將選擇MiniLD的主題，設置規則和持續時間，並在整個活動期間準備公告帖子。同時，工作人員將創建和管理遊戲提交頁面，對網站進行各種簿記更改，並在幕後監督活動。這些 MiniLD 更加非正式，遵守規則通常是可選的。主題通常更具體或更具技術性，例如專注於製作可重用資產“Swap Shop”的遊戲，或製作遊戲開發工具“Tool Jam”，或製作實時策略遊戲“7dRTS”。由於舉辦這些由社區主導的小型活動很受歡迎，因此引入了預訂系統，感興趣的人可以選擇他們想要舉辦的 MiniLD，最終在高峰期積壓了兩年。在 70 個 MiniLD 之後，該活動在 2016 年 10 月後退出，這讓社區非常沮喪。
- 引擎或代码类

Allegro游戏竞赛
SpeedHack
Python
PyWeek：学习和制作Python为基础的游戏，时间设置为7天的游戏竞赛。
PyDay：学习和制作Python为基础的游戏，时间设置为1天的游戏竞赛。
Ruby
RubyDay：学习和制作Ruby为基础的游戏，时间设置为1天的游戏竞赛。

## 相關
- 獨立遊戲時代，以獨立遊戲開者為主題的紀錄片。